# Стефан Ћертић
Стефан Ћертић (28. новембар 1986) српски је бизнисмен, предузетник и аналитичар рачунарске безбедности и музичар.

## Младост
Стефан је рођен 1986. године у граду Смедереву. Ту је завршио средњу техничку школу, смер рачунарско програмирање. Међутим, своју четврту годину завршио полагањем испита након што је избачен због хакерског инцидента како се наводи у интервју-у за блогспот у локалној спортској кладионици. Затим се преселио у Београд на студије на универзитету у Београду, Техничком Факултету.

## Пословна каријера
Године 2008. Запослио се у мобилном оператеру ”Роуто Телеком” у Уједињеном Краљевству као један од главних консултаната и инжењера. Након спајања компаније са компанијом Telesign у 2012. придружио се британској телекомуникационој компанији CS Networks, као главни технички директор. У 2013. је организовао такмичење у програмирању на светском нивоу и као прву награду понудио 50.000 евра. Исте године, у фебруару, формирао је стратешко партнерство са ”Галеб Групом” на Светском мобилном Конгресу у Барселони. То је довело до отварања према афричком тржишту и даљег ширења пословања. Академски рад објављен у 2013. "Будућност Мобиле Безбедности" указао је на могућности злоупотребе прослеђивања позива унутар 3Г мобилних стандарда. Овај рад је резултирао вишеструким академским истраживањима у области телекомуникација и аудио стенографије. и објавлјен је у Америчком журналу Инжинјеринга. и научном журналу Свет Компјутерске науке и Информационих Технологија ВЦСИТ. 2014, позната је инвестиција у грузијски Мобилни Оператер Глобалцел у вредности од 2 милиона долара али није познат тачан удео у власничкој структури. Најновија компанија коју Ћертић формира је ”ЕТалк Медицинске технологије” за производњу медицинских средстава за праћење, анализу и извештавање података о пацијенту у реалном времену, укључујући и локације на бази ГПС система глобалне навигације. Његов најзначајнији производ је ”ETalc персонални чувар”. у 2016, такође је објавио књигу "Наредна фаза" која се бави текућим питањима, научним проблема и парадоксима развоја генералне вештачке интелигенције. У току 2018. године, објавио је истраживање, Недостаци двоструке аутентикације аналиѕирајући пропусте унутар стандарда испоруке ОТП кодова путем СМС / говорних канала уз форенѕичку анализу којом се покушава доказати да су неки од највећих друштвених мрежа, претраживача и финансијских институција рањиви на ове пропусте, што је довело до дебата у академским заједницама о могућим последицама. и испраћено у медијима.

## Остали пројекти и организације
Стефан је члан међународне непрофитне академске организације Едукаус која окупља академске институције широм света у циљу промовисања Информационих технологија у високом образоваљу, као представник универзитета за инжињеринг Османиа (Индиа) у оквиру кога ради на позицији Директора Истраживанја Мобилне Безбедности. Значајан пројекат је је e164enum.eu, идентификациона база од преко пола милиона префикса, доступна бесплатно а за чији пројекат је објавио надграђену верзију Станфорд ДНС сервера који је модификовао додаванјем подршке конкурентних упита и прилагодио ЕНУМ спецификацији. Такође је волонтер у склопу НТП интернет сервиса мрежног времена и донатор сервера за овај пројекат на локацијама у Београду и Лондону. Стефан је активни партиципант Линукс Терминал Сервер пројекта - ЛТСП и имплементатор у склопу ове организације.. Такође је аутор неколико Линукс имплементација за слање СМС порука у програмском језику Ц, као и аутор једине имплементације отвореног кода СС7 Сигтран протокола за размену података између мобилних оператора. Током 2015, познато је да је откупио Лондонску приватну Радио Станицу Алтервибес, али износ ове трансакције није познат.

## Политичка каријера
У новембру, 9., одржао је конститутивну седницу И понудио програм Српске левице - чиме формира Српски ултра леви политички покрет и постаје његов председник. Убрзо након тога, организација показује значајан раст и најављује улазак у трку за парламент на наредним најављеним изборма у Србији 2017. године. Политичка организација жели да успостави веома радикалније вредности у односу на класичну политичку сцену у Србији, што укључује обавезно бесплатно образовање, бесплатно медицинско и социјално осигурање, и велико улагање у развој технологије. Према наводима организације, један од првих предлога закона односиће се на медије, чиме ће се формирати обавеза медија да своје програмске шеме у минимуму од 80% попуне образовним програмом - као одговор проблему цензуре у Србији уз мото ”Само је образован човек, слободан човек.”. Организација је оформира партнерство са Трансхуманистичком партијом САД.

## Музичка каријера
Стефан је у више наврата био активан као аутор, извођач и гитариста. Иако музику сматра хобијем албум издат 2017. године за Француску издавачку кућу ИМ Франце, под називом ”ФусионВоркс”, остварио је добре критике у независним часописима из области алтернативне музике. Стефан је такође сарађивао са Хеви Метал групом Хексаграм, са којом је као гитариста наступао по градовима Србије у оквиру радио емисије ХИТ 202, као и на Егзит Фестифалу.